# Substansmängd
Substansmängd (tidigare kallad ämnesmängd) är en grundstorhet, som anger ett antal av mer eller mindre reella partiklar eller kroppar, till exempel molekyler, elektroner, fotoner eller enhetsceller i en kristall (se kristallstruktur). Som symbol för substansmängd används vanligen n med enheten mol.
En mol definierades tidigare som den mängd (det antal) atomer i 12 gram av kol-12 (kolisotopen 12C). Detta antal kallas för Avogadros konstant, normalt betecknad NA (eller ibland L). Rekommenderat värde (2006) för Avogadros konstant var då
{\displaystyle N_{\rm {A}}=6.022\ 141\ 79(30)\times 10^{23}\ {\mbox{mol}}^{-1}}
Genom att använda substansmängder fick kemisterna ett enkelt system att handskas med stora tal. Dock kvarstår problemen med de låga värden som atomernas och molekylernas vikt (massa) har. För att på motsvarande sätt lösa detta problem införde man den universella massenheten u med värdet
{\displaystyle 1\ {\rm {u}}=1.660\ 539\ 068\ 92(52)\times 10^{-27}\ {\rm {kg}}}
Denna enhet motsvarar en tolftedel av kol-12, det vill säga 1 u = m(12C) / 12. Därför har en atom av isotopen kol-12 exakt massan 12 u. Just massan för respektive ämne, som undersöks, kallas för molmassa M. Förhållandet mellan dessa tre är
{\displaystyle n=m/M}
där {\textstyle M} anger molmassan (g/mol), {\textstyle m} anger massan (g) och {\textstyle n} anger substansmängden (mol).
I samband med den omdefiniering av flera enheter, framförallt kilogram, ampere och kelvin, som 2019 gjordes av Internationella byrån för mått och vikt (Bureau International des Poids et Mesures, BIPM), valde man också att fastlägga ett exakt värde på Avogadros konstant, {\displaystyle N_{A}=6{,}022\,140\,76\times 10^{23}\ {\mbox{mol}}^{-1}}, och definiera mol utifrån detta fastlagda värde, istället för att definiera det som antal nukleoner per gram materia av en viss typ (där 12C har använts som referens).
Avogadros konstant kan användas för att praktiskt realisera ett kilogram. För ett grundämne med känd isotopsammansättning kan molmassan {\textstyle M} bestämmas noggrant. Ett kilogram kan då beräknas som :{\displaystyle n=1000/M} mol av det aktuella ämnet. I realiteten har kisel använts. Då kisels kristallstruktur är väl känd kan en kiselkristalls molvolym beräknas, och ur dessa värden volymen för en kiselkristall motsvarande 1 kg.
Kilogrammet realiseras som kiselsfär med en volym motsvarande volymen ovan, sfärens radie kan beräknas ur volymen. Bearbetningen av en kiselkristall till sfärisk form måste ske med stor noggranhet, och sfärens exakta radie mätas med interferometri.
Amadeo Avogadro formulerade 1811 sin berömda lag "att alla gaser innehåller samma mängd molekyler om de har lika tryck, volym och temperatur". Därför brukar själva molbegreppet relateras till honom. Denna mängd NA molekyler lyckades aldrig Avogadro bestämma, utan det gjorde den franske fysikern Jean Baptiste Perrin och det var han som föreslog att talet skulle benämnas Avogadros tal. Den förste som teoretiskt beräknade detta tal var Johann Josef Loschmidt och talet kallas därför också ibland Loschmidts tal. Även Albert Einstein beräknade Avogadros konstant på teoretisk väg i samband med sitt arbete rörande Brownsk rörelse.